# Powiat sokólski (II Rzeczpospolita)
Powiat sokólski – powiat w województwie białostockim w II Rzeczypospolitej. Jego siedzibą było miasto Sokółka.

## Historia
W roku 1807 w ramach postanowień pokoju tylżyckiego Ziemia Sokólska przyłączona została do Rosji jako fragment Obwodu Białostockiego, a Sokółka stała się miastem powiatowym.
Podczas I wojny światowej Sokółszczyzna zajęta została przez wojska niemieckie, a miasto z okolicami znalazło się na terenie tzw. Ober-Ostu. Po zakończeniu wojny powiat znalazł się w granicach odrodzonej Polski. Niemcy opuścili Sokółkę 11, ale już 14 listopada 1918 roku wrócili. Całkowicie opuścili miejscowość dopiero 28 kwietnia 1919 roku i wtedy na te tereny wkroczyły polskie wojska. 
W listopadzie 1918 podczas nieobecności niemieckiego wojska zaczęły powstawać zalążki polskiej administracji złożone głównie z członków POW. Niestety Niemcy po powrocie nie tylko rozbroili POW, ale również aresztowali niektórych członków i kilku skazali na śmierć ( wyrok wykonano)
18 grudnia 1918 roku powstała sokólska rada powiatowa. W jej skład rady weszło osiemnaście osób, w tym dwóch Żydów i dwóch Rosjan. Na jej czele stanął inżynier Marian Baehr z majątku Makowlany. Cała władza oprócz zarządu koleją znalazła się w polskich rękach, a rada potajemnie współpracowała  z polskimi władzami. 
Złączenie” ziemi sokólskiej z państwem polskim powodowało wejście w życie dotychczasowych przepisów regulujących różne aspekty jego funkcjonowania, w tym dotyczące administracji rządowej i administracji samorządowej; 30 czerwca i 1 lipca 1919 na odbytym zjeździe gospodarczo-oświatowym w Sokółce, zorganizowanym przez Straż Kresową, uczestnicy spotkania zwrócili się do Sejmu Ustawodawczego z prośbą o wprowadzenie na Sokólszczyźnie samorządu, gdyż brak jego wstrzymywał  gospodarczy rozwój powiatu.
15 czerwca 1919 roku startujący z listy nr 1 (Stronnictwo Chrześcijańsko-Demokratyczne pow. sokólskiego) Nikodem Henryk Hryckiewicz (od 1918 r. w nowo powstałej Radzie Powiatowej w Sokółce był zastępcą naczelnika powiatu i objął dowództwo powiatowych sił zbrojnych, a od maja 1919 r. z ramienia Stronnictwa Narodowego  był posłem na Sejm Rzeczypospolitej), Wacław Tomaszewski i Adolf Małyszko zostali wybrani do Sejmu Ustawodawczego Rzeczypospolitej Polskiej, a przewodniczący rady – Marian Baehr został starostą powiatowym.
Na mocy uchwały Sejmu Ustawodawczego z dnia 22 lipca 1919 rozporządzeniem Ministtra Spraw Wewnętrznych w powiecie sokólskim było 5 miast: Sokółkę, Suchowolę, Dąbrowę (z włączeniem wsi Grabowo, Juryzdyka, Jesionówka, Małyszówka oraz Osmołowszczyzna, które wydzielono z gminy wiejskiej Dąbrowa) Nowy Dwór (z włączeniem wsi Ogrodniki, którą wydzielono z gminy wiejskiej Nowy Dwór) i Odelsk.
Po wojnie granice powiatu pozostały bez zmian, natomiast w roku 1927 z powiatu sokólskiego wyłączono gminę Czarna Wieś i przyłączono ją do powiatu białostockiego. Od tej pory powiat liczył dwanaście gmin i trzy miasta. Powierzchnia powiatu wynosiła 2333,4 km kwadratowe. Stanowiło to 0,6% powierzchni ówczesnej Polski i 8,96% powierzchni województwa białostockiego, a powiat był piątym pod względem powierzchni.
Powiat sokólski graniczył od północy i północnego zachodu z powiatem augustowskim, od południa i zachodu z powiatem białostockim. Granice między powiatami stanowiło naturalne ukształtowanie terenu w postaci rzek: Biebrzy, Brzozówki i Supraśli oraz rzeczek: Kamionki, Łosośny, Tatarki, Prypilii i Bobry Nurki. Powiat miał kształt trójkąta z wierzchołkiem ku dołowi. Największa rozpiętość równoleżnikowa wynosiła 72 km, południkowa 85 km.

## Demografia
Według tezy Alfonsa Krysińskiego i Wiktora Ormickiego, terytorium powiatu wchodziło w skład tzw. zwartego obszaru białorusko-polskiego, to znaczy prawosławna ludność białoruska zamieszkiwała jedynie tereny wiejskie, zaś w większych miejscowościach dominowali Polacy.
Według spisu powszechnego z 1921 roku, powiat w ówczesnych granicach zamieszkiwały 90 264 osoby, w tym 78 889 (87,4%) Polaków, 6531 (7,2%) Białorusinów, 4522 (5,0%) Żydów, 225 (0,2%) Rosjan, 62 (0,1%) Tatarów, 9 Litwinów, 5 Niemców, 4 Łotyszy, 2 Estończyków i 1 Anglik.
W latach 1843–1857 gęstość zaludnienia wynosiła średnio 23,8 os./wiorstę kwadratową. W roku 1931 były to już 44 os./km². Było to jednak znacznie mniej niż średnia krajowa (83 os./km²) i nieznacznie mniej od średniej wojewódzkiej (51 os./km²).
Demografia powiatu:
- 30 grudnia 1921 – 89 308 mieszkańców
- 9 grudnia 1931 – 103 135 mieszkańców, w tym:
  - 49 687 mężczyzn
  - 53 448 kobiet
- 1 stycznia 1934 – 106 092

| Miasta i gminy             | Liczba mieszkańców |
| -------------------------- | ------------------ |
| miasto Dąbrowa Białostocka | 2580               |
| miasto Nowy Dwór           | 1651               |
| miasto Odelsk              | 1411               |
| miasto Sokółka             | 6560               |
| miasto Suchowola           | 2914               |
| gmina Dąbrowa Białostocka  | 11 599             |
| gmina Janów                | 7726               |
| gmina Korycin              | 7638               |
| gmina Kuźnica              | 10 665             |
| gmina Nowy Dwór            | 5020               |
| gmina Odelsk               | 6716               |
| gmina Sidra                | 5374               |
| gmina Sokółka              | 10339              |
| gmina Sokolany             | 3896               |
| gmina Suchowola            | 8477               |
| gmina Szudziałowo          | 10 215             |
| gmina Zalesie              | 2324               |
| RAZEM                      | 106 092            |

## Urbanizacja i rolnictwo
Przed II wojną światową Ziemia Sokólska była słabo zurbanizowana. W gminach wiejskich mieszkało 13 054 osób tj. 12,3% powiatu. W powiecie były wówczas trzy miasta: Sokółka, Dąbrowa i Suchowola oraz kilka dużych wsi: Nowy Dwór, Odelsk i Kuźnica. W powiecie przeważało rolnictwo. Najwięcej było małych i średnich gospodarstw rolnych. Uprawiano głównie zboża: żyto, pszenicę, owies, jęczmień i grykę, rośliny strączkowe: groch, łubin, wykę oraz rośliny przemysłowe (len, konopie, rzepak) i okopowe (buraki pastewne, ziemniaki).
W roku 1938 działało w powiecie 38 młynów (w tym 8 motorowych i 21 wodnych) oraz 58 wiatraków, w każdym mieście były olejarnie ręczne, w Sokółce motorowa. Również w Sokółce działały garbarnie. Pomimo że w powiecie znajdują się znaczne ilości piasku, gliny, żwiru i kamienia, to przed wojną była tylko jedna mała cegielnia z piecem hofmanowskim w Szudziałowie, oraz kilka polowych, oraz trzech kaflarni. W Sokółce i okolicach rozwijał się też przemysł tkacki.
Rzemiosło w powiecie miało związek z rolnictwem i wyróżnić można głównie: krawiectwo i szewstwo, poza tym byli kamasznicy, blacharze, dekarze, czapnicy, szklarze, kuśnierze, fotografowie, i introligatorzy oraz cieśle, murarze, kamieniarze, kowale, kołodzieje i ślusarze.

## Religia
Według spisu powszechnego z 1921 roku, 72225 (80,2%) mieszkańców powiatu w ówczesnych granicach wyznawało rzymski katolicyzm, 9357 (10,4%) prawosławie, 8413 (9,3%) judaizm, 212 (0,2%) islam, 26 greko-katolicyzm.
W roku 1936 większość mieszkańców – około 85 tysięcy (78%) – stanowili katolicy i byli to głównie Polacy. Podporządkowani byli oni siedemnastu parafiom, w których było 21 kościołów. Wyznawcy judaizmu to niecałe 10 tysięcy osób (9%), prawosławni, którzy uważali się za Białorusinów, około 6 tysięcy wyznawców (7%), muzułmanie – 200 osób (0,2%).

## Lasy
Główny masyw leśny obejmujący ówczesne sosnowo-świerkowe lasy państwowe przebiegał z północnego zachodu ku południowemu wschodowi. Dalej łączyły się z lasami powiatu białostockiego (Puszcza Knyszyńsko-Białostocka). Tereny leśne stanowiły 17,8% powiatu (średnia krajowa 22%).